# 올리브유

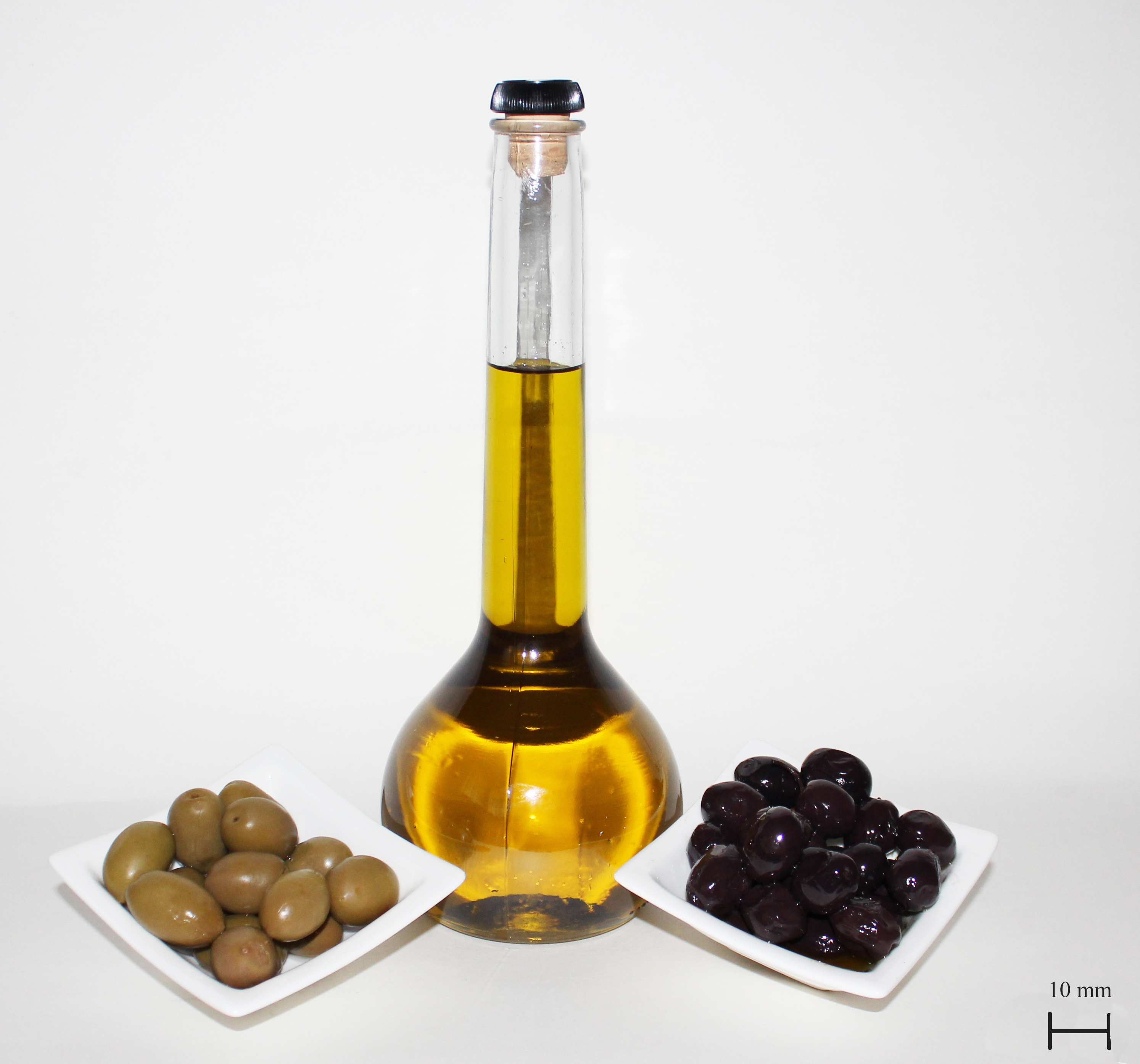
올리브기름

올리브기름(olive oil) 또는 올리브유(-油)는 올리브 열매로부터 얻은 식물성 기름이다.
주로 지중해에 면한 지역의 요리에 즐겨 이용된다. 식용 외에도 화장품, 약품, 비누 등의 원료로도 이용된다. 지중해 지역에서는 기름이라 할 때 일반적으로 올리브 기름을 일컫는다. 쉽게 산화되기 어려운 올레산을 비교적 많이 포함하고 있기 때문에 다른 식용의 유지에 비하여 산화가 덜 되고 잘 굳어지지 않는다 (불건성유).
그리스어에서 "기쁨"이라는 단어와 어원이 같은 관계로 그리스 정교회에서는 삼가야 할 대상이 되기도 한다는 의견도 있으나, 이는 사실이 아니다. 그리스 정교회에서는 올리브 기름을 유아세례 집전 등에 사용한다. 이는 악한 기운으로부터 기독교인을 보호한다는 의미를 갖고 있다.

## 역사
올리브 나무는 지중해 분지에 자생한다. 야생 올리브는 기원전 8천년 초 신석기 사람들에 의해 수집되었다. 야생 올리브 나무는 소아시아나 고대 그리스에서 기원하였다. 언제 어디에서 올리브 나무가 처음 경작되었는지는 분명하지 않다. 소아시아, 레반트에서, 또는 비옥한 초승달 지대의 메소포타미아의 어느 지역에서 경작된 것으로 추정된다.

## 엑스트라 버진 올리브유
일반적인 버진 올리브유란 화학적 방법이 아닌 올리브 열매를 으깨어 즙을 짜내 만든 기름, 즉 압착 올리브유를 말한다. 이 압착 올리브유 중에서 산도 0.8% 이하의 최상급 제품을 엑스트라 버진 올리브유라고 한다. 올리브유는 아주 독특한 향뿐만 아니라 자극성의 아로마도 가지고 있다. 오일이 생산된 지역에 따라 약간씩 다를지라도, 깊은 녹색을 띠고 때로는 탁하다.

## 속성
| 유형                                              | 가공 처리 | 포화 지방산 | 단일불포화 지방산 | 단일불포화 지방산 | 고도불포화 지방산 | 고도불포화 지방산 | 고도불포화 지방산 | 고도불포화 지방산 | 발연점          |
| 유형                                              | 가공 처리 | 포화 지방산 | 전체              | 올레 산 (ω-9)     | 전체              | α-리놀렌 산 (ω-3) | 리놀레 산 (ω-6)   | ω-6:3 비율        | 발연점          |
| ------------------------------------------------- | --------- | ----------- | ----------------- | ----------------- | ----------------- | ----------------- | ----------------- | ----------------- | --------------- |
| 아몬드                                            |           |             |                   |                   |                   |                   |                   |                   |                 |
| 아보카도                                          |           | 11.6        | 70.6              | 52-66             | 13.5              | 1                 | 12.5              | 12.5:1            | 250 °C (482 °F) |
| 브라질너트                                        |           | 24.8        | 32.7              | 31.3              | 42.0              | 0.1               | 41.9              | 419:1             | 208 °C (406 °F) |
| 카놀라                                            |           | 7.4         | 63.3              | 61.8              | 28.1              | 9.1               | 18.6              | 2:1               | 238 °C (460 °F) |
| 캐슈나무                                          |           |             |                   |                   |                   |                   |                   |                   |                 |
| 치아씨                                            |           |             |                   |                   |                   |                   |                   |                   |                 |
| 카카오 버터 기름                                  |           |             |                   |                   |                   |                   |                   |                   |                 |
| 코코넛                                            |           | 82.5        | 6.3               | 6                 | 1.7               |                   |                   |                   | 175 °C (347 °F) |
| 옥수수                                            |           | 12.9        | 27.6              | 27.3              | 54.7              | 1                 | 58                | 58:1              | 232 °C (450 °F) |
| 면실                                              |           | 25.9        | 17.8              | 19                | 51.9              | 1                 | 54                | 54:1              | 216 °C (420 °F) |
| 아마씨                                            |           | 9.0         | 18.4              | 18                | 67.8              | 53                | 13                | 0.2:1             | 107 °C (225 °F) |
| 포도씨                                            |           | 10.5        | 14.3              | 14.3              | 74.7              | -                 | 74.7              | 매우 높음         | 216 °C (421 °F) |
| 삼씨                                              |           | 7.0         | 9.0               | 9.0               | 82.0              | 22.0              | 54.0              | 2.5:1             | 166 °C (330 °F) |
| 우라드콩                                          |           |             |                   |                   |                   |                   |                   |                   |                 |
| 겨자기름                                          |           |             |                   |                   |                   |                   |                   |                   |                 |
| 올리브                                            |           | 13.8        | 73.0              | 71.3              | 10.5              | 0.7               | 9.8               | 14:1              | 193 °C (380 °F) |
| 팜                                                |           | 49.3        | 37.0              | 40                | 9.3               | 0.2               | 9.1               | 45.5:1            | 235 °C (455 °F) |
| 땅콩                                              |           | 20.3        | 48.1              | 46.5              | 31.5              | 0                 | 31.4              | 매우 높음         | 232 °C (450 °F) |
| 피칸 기름                                         |           |             |                   |                   |                   |                   |                   |                   |                 |
| 들기름                                            |           |             |                   |                   |                   |                   |                   |                   |                 |
| 겨기름                                            |           |             |                   |                   |                   |                   |                   |                   |                 |
| 잇꽃                                              |           | 7.5         | 75.2              | 75.2              | 12.8              | 0                 | 12.8              | 매우 높음         | 212 °C (414 °F) |
| 참깨                                              | ?         | 14.2        | 39.7              | 39.3              | 41.7              | 0.3               | 41.3              | 138:1             |                 |
| 콩                                                | 부분 경화 | 14.9        | 43.0              | 42.5              | 37.6              | 2.6               | 34.9              | 13.4:1            |                 |
| 콩                                                |           | 15.6        | 22.8              | 22.6              | 57.7              | 7                 | 51                | 7.3:1             | 238 °C (460 °F) |
| 호두기름                                          |           |             |                   |                   |                   |                   |                   |                   |                 |
| 해바라기씨 (표준)                                 |           | 10.3        | 19.5              | 19.5              | 65.7              | 0                 | 65.7              | 매우 높음         | 227 °C (440 °F) |
| 해바라기씨 (< 60% linoleic)                       |           | 10.1        | 45.4              | 45.3              | 40.1              | 0.2               | 39.8              | 199:1             |                 |
| 해바라기씨 (> 70% oleic)                          |           | 9.9         | 83.7              | 82.6              | 3.8               | 0.2               | 3.6               | 18:1              | 232 °C (450 °F) |
| 면실                                              | 경화      | 93.6        | 1.5               |                   | 0.6               | 0.2               | 0.3               | 1.5:1             |                 |
| 팜                                                | 경화      | 88.2        | 5.7               |                   | 0                 |                   |                   |                   |                 |
| 영양 수치는 총 지방 무게 당 백분율(%)로 표현된다. |           |             |                   |                   |                   |                   |                   |                   |                 |

## 같이 보기
- 포도씨유
- 식용유
- 옥수수기름
- 카놀라유
- 포마스 올리브유

## 참고 문헌
- Davidson, Alan. The Oxford Companion to Food, Oxford, 1999. ISBN 0-19-211579-0